# بيل هوجلاند
بيل هوجلاند (بالإنجليزية: Bill Hougland)‏ مواليد 20 يونيو 1930 في كالدويل، هو لاعب كرة سلة أمريكي سابق. يبلغ طوله 6 قدم 4 بوصة (1.9 م). شارك في مسابقة كرة السلة في الألعاب الأولمبية الصيفية.

## الميداليات
| الميدالية | المسابقة                       |
| --------- | ------------------------------ |
| ذهبية     | الألعاب الأولمبية الصيفية 1952 |
| ذهبية     | الألعاب الأولمبية الصيفية 1956 |

## روابط خارجية
- بيل هوجلاند على موقع الاتحاد الدولي لكرة السلة (الإنجليزية)
- بيل هوجلاند على موقع كلية كرة السلة في سبورتس رفرنس.كوم (الإنجليزية)
- بيل هوجلاند على موقع سبورتس رفرنس (الإنجليزية)
- بيل هوجلاند على موقع أوليمبيديا (الإنجليزية)
- بيل هوجلاند على موقع قاعة كنساس للمشاهير الرياضية (مؤرشف) (الإنجليزية)